# Nadejda, Dîkanka
Nadejda (în ucraineană Надежда) este localitatea de reședință a comunei Nadejda din raionul Dîkanka, regiunea Poltava, Ucraina.

## Demografie
Componența lingvistică a localității Nadejda
     Ucraineană (94,76%)
     Rusă (3,93%)
     Alte limbi (0,44%)
Conform recensământului din 2001, majoritatea populației localității Nadejda era vorbitoare de ucraineană (94,76%), existând în minoritate și vorbitori de rusă (3,93%).